# Mojca Kumerdej
Mojca Kumerdej, född 1964, är en slovensk filosof, kulturskribent, konstkritiker (speciellt dans) och författare. Hon har en doktorsexamen i filosofi från Ljubljanas universitet. Hon har även studerat kultursociologi.
I början av sitt författarskap försökte hon finna sin plats i slovensk litteratur med Dopet över [berget] Triglav (Krst nad Triglavom, 2001). Romanen är både en parodi och kritik av France Prešerens, en av Sloveniens största författare, stora historiska roman Krst pri Savici (Dopet vid [vattenfallet] Savica, 1835). I sin bok, som genomsyras av hans patriotism, pessimism och resignation, skriver Prešeren om konflikten mellan hedningar och de tidiga slovenska kristna.
Några år senare kom novellsamlingen Fragma (Beletrina, 2003) där hennes författarröst övergått till att vara en distinkt kvinnoröst som skapar en helt egen värld, som reflekterar dagens samhälle med alla dess problem. Hennes huvudpersoner lever gripna av sina begär som både bestämmer dem och överväldigar dem. På wordswithoutborders.org finns en av de 13 novellerna, Under ytan (Under the Surface), översatt till engelska. På spanska finns samma novell på barcelonareview.com och ytterligare en novell Mer än en kvinna, också från Fragma på spanska.
Hennes noveller har översatts till flera språk, bland annat engelska, spanska, tyska, franska, serbiska, ryska, ungerska och tjeckiska och finns inkluderade i antologier, bland annat i Makedonien.
År 2006 vann Kumerdej priset för bästa östeuropeiska författare vid Cúirt-festivalen i Galway, Irland.
På bokmässan i Prag 2005 deltog Kumerdej med uppläsning och debatterande. Kumerdej presenterades i det slovenska ståndet på bokmässan i Leipzig. På 34 m2 presenterade Slovenien på Frankfurts bokmässa 2010 Kumerdej tillsammans med 11 andra slovenska författare. Hon deltog dock redan i Franfurt mässan 2004. Under 2010 kom boken Änglar under ytan (Angels Beneath the Surface) ut på den amerikanska förlaget North Atlantic Books med 19 noveller av yngre slovenska författare, däribland Kumerdej.
I januari 2011 meddelande Studentförlaget (Študentska založba) att man kommer ut med 60 nya titlar under året. Vad gäller noveller kommer Mojca Kumerdej att vara representerad.
Kumerdej medverkar bland annat i debatter, både som deltagare och moderator. Hon skriver ofta i en av de stora dagstidningarna, Delo. Kumerdej har även organiserat en resa för slovenska poeter till Uruguay.